# Wutzkyallee (metrostation)
Wutzkyallee is een station van de metro van Berlijn, gelegen onder de Rotraut-Richter-Platz, nabij de Wutzkyallee, in het Berlijnse stadsdeel Gropiusstadt. Het metrostation werd geopend op 2 januari 1970 en ligt aan lijn U7.
De bouw van het traject Britz-Süd - Zwickauer Damm, waarvan station Wutzkyallee deel uitmaakt, begon in 1965. De aanleg van de metro viel samen met de ontwikkeling van de Gropiusstadt, een grootschalig nieuwbouwgebied dat ruim 50.000 inwoners zou gaan tellen. Dit betekende onder meer dat men geen rekening hoefde te houden met het stratenpatroon; straten en huizenblokken werden simpelweg later over de tunnel heen gebouwd.
Wutzkyallee werd zoals alle Berlijnse metrostations uit de periode 1965-1995 ontworpen door Rainer Rümmler. De wanden van het station zijn bekleed met donkerblauwe tegels, onderbroken door een horizontale lichtgrijze band, waarop de stationsnaam is aangebracht. Ook de betegeling van de zuilen en het trappenhuis is lichtgrijs. Het kleurenschema van station Wutzkyallee is hiermee het spiegelbeeld van dat van het naburige station Lipschitzallee. Hetzelfde standaardontwerp met wisselende kleurstelling is te vinden in de andere metrostations in Gropiusstadt, alsmede in enkele uit dezelfde periode daterende stations op de U9.
Trappen en een roltrap verbinden het vlak onder het maaiveld gelegen eilandperron met de in de kleuren rood en groen uitgevoerde stationshal op de Rotraut-Richter-Platz. De inbouw van een lift, waarover op den duur alle Berlijnse metrostations moeten beschikken, zal volgens de prioriteitenlijst van de Berlijnse Senaat pas na 2010 plaatsvinden.